# Elachista quadripunctella
Elachista quadripunctella is een vlinder uit de familie grasmineermotten (Elachistidae). De wetenschappelijke naam is voor het eerst geldig gepubliceerd in 1825 door Hübner.
De soort komt voor in Europa.